# 加比亞爾河
47°20′52″N 7°26′00″E / 47.347659°N 7.433278°E

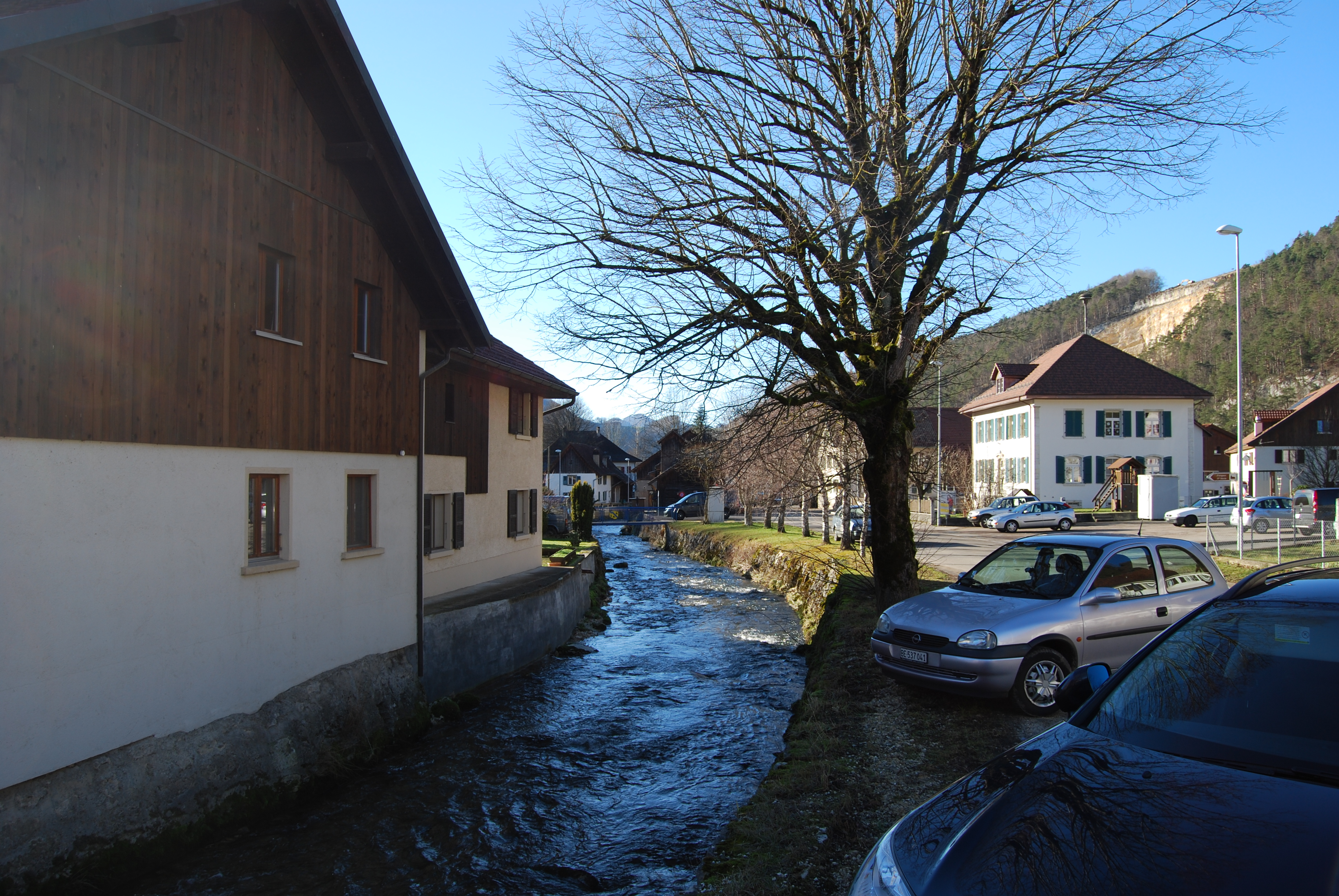

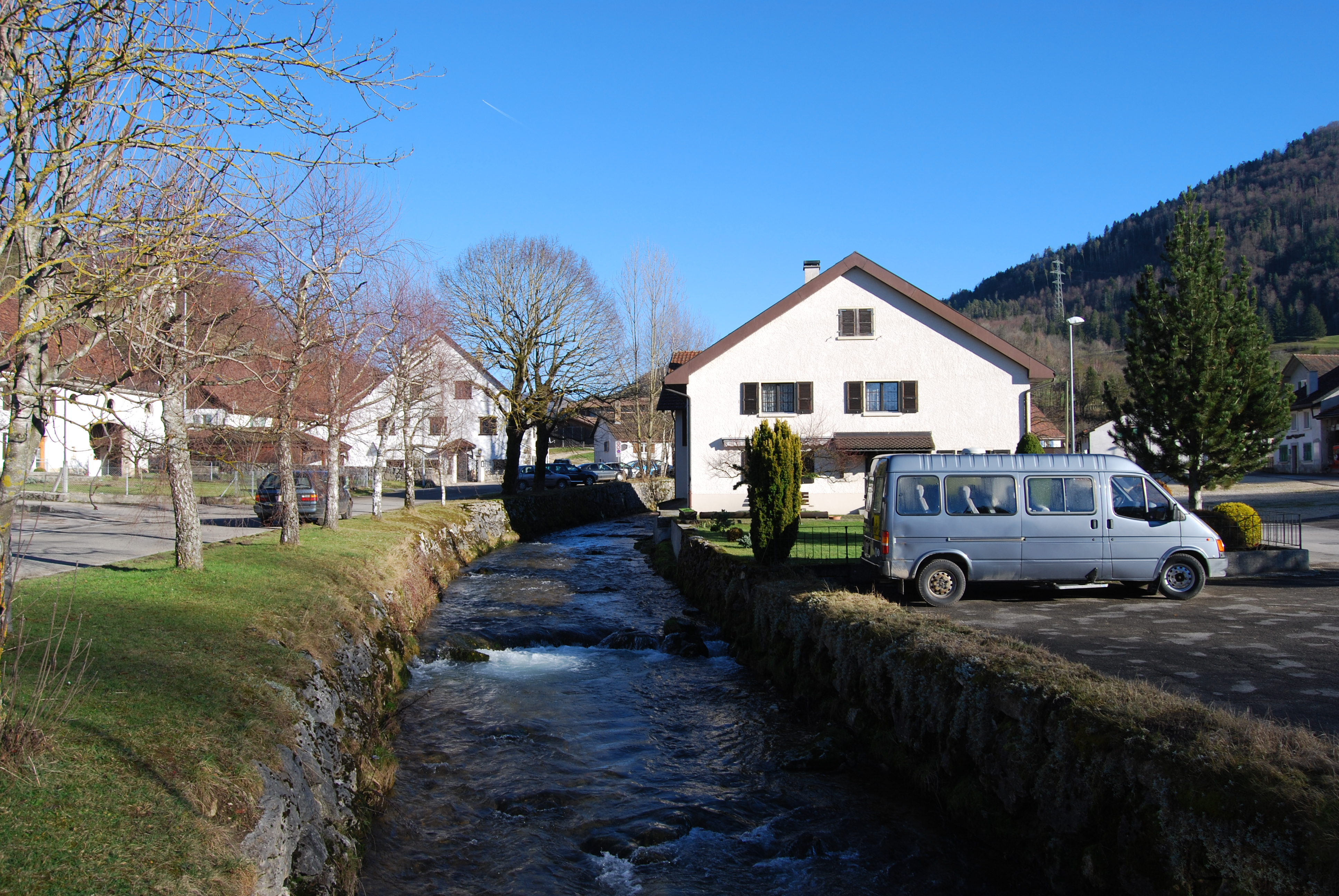

加比亞爾河是瑞士的河流，位於該國中西部，流經索洛圖恩州、伯恩州和汝拉州，屬於謝爾滕巴赫河的支流，河道全長16公里，流域面積34平方公里。